# San Martín de Valdeiglesias
San Martín de Valdeiglesias là một đô thị trong Cộng đồng Madrid, Tây Ban Nha. Đô thị này có diện tích 115,5 km², dân số theo điều tra năm 2010 của Viện thống kê quốc gia Tây Ban Nha là 8190 người. Đô thị này nằm ở khu vực có độ cao 681 mét trên mực nước biển.